# Dennis Gentry
Dennis Louis Gentry (Lubbock, 10 febbraio 1959) è un ex giocatore di football americano statunitense che ha giocato nei ruoli di running back e wide receiver per tutta la carriera con i Chicago Bears della National Football League (NFL). Fu scelto nel corso del quarto giro (89º assoluto) del Draft NFL 1982 dai Bears. Al college ha giocato a football alla Baylor University.

## Carriera professionistica
Gentry fu scelto nel corso del quarto giro dei Draft 1982 dai Chicago Bears. Nella sua stagione da rookie disputò 9 partite. Nel 1985, i Bears terminarono la stagione regolare con un record di 15-1, vincendo il Super Bowl XX contro i New England Patriots per 46-10.
Gentry rimase tutta la carriera ai Bears terminando con 171 ricezioni per 2.076 yard e 7 touchdown. Il suo contributo principale lo diede però come kick returner, tanto da essere al secondo posto nella storia della franchigia con 4.353 yard ritornate in totale e al primo posto a pari merito con 192 calci ritornati. Nel 1986 guidò la NFL con 28,2 yard di media a ritorno.

## Palmarès
- Super Bowl : 1

Chicago Bears: Super Bowl XX
- National Football Conference Championship: 1

Chicago Bears: 1985

## Statistiche
| Yard su ricezione      | 2.076 |
| Touchdown su ricezione | 7     |
| Yard su corsa          | 764   |
| Touchdown su corsa     | 5     |